# Durbeke
Die Durbeke ist ein etwa 8,7 km langer, nordnordöstlicher und orografisch rechter Nebenfluss der Beke im Eggegebirge im deutschen Bundesland Nordrhein-Westfalen. Ein Teilbereich des Baches verläuft im Landschaftsschutzgebiet Durbeketal.

## Geographie

### Verlauf
Die Durbeke entspringt unmittelbar am Hauptkamm des Eggegebirges, etwa 1 km nördlich von Kempen auf einer Höhe von 374 m ü. NHN. Von hier aus fließt der Bach vorrangig in südwestlicher Richtung. Er durchfließt Kempen, südwestlich der Ortschaft versickert der Bach im Untergrund, so dass der Unterlauf in einem typischen Trockental liegt. Etwa 2,3 km westlich von Altenbeken mündet die Durbeke auf 205 m ü. NHN rechtsseitig in die Beke.
Auf seinem 8,7 km langen Weg überwindet der Bach einen Höhenunterschied von 169 m, was einem mittleren Sohlgefälle von 19,4 ‰ entspricht. Die Durbeke entwässert ein 10,95 km² großes Einzugsgebiet über Beke, Lippe und Rhein zur Nordsee.

### Einzugsgebiet
Das 10,93 km² große Einzugsgebiet der Durbeke  wird durch sie über die Beke, die Lippe und den Rhein zur Nordsee entwässert.
Es grenzt
- im Nordosten an das Einzugsgebiet des Heubachs, der über die Emmer in die Weser entwässert;
- im Osten an das des Sagebachs, der in die Beke mündet;
- im Westen an das der Steinbeke, ein Zufluss der Lippe;
- im Nordwesten an das der Strothe, die über die Thune in die Lippe entwässert und
- im Norden an das des Silberbachs, der in den Heubach mündet.

Das Einzugsgebiet  ist überwiegend bewaldet.

## Hydrologie
Die Durbeke führt nur im Oberlauf ganzjährig Wasser, zeitweise auch im unteren Mittellauf. Eine durchgehende Wasserführung jedoch gibt es nur nach besonders langanhaltendem Starkregen oder nach der Schneeschmelze. Der jährliche mittlere Abfluss (MQ) beträgt 213 l/s.